# 阿馬利亞 (新墨西哥州)
阿馬利亞（英語：Amalia）是位於美國新墨西哥州陶斯縣的非建制地區。

## 歷史
阿馬利亞的郵局自1919年營運至今。

## 地理
阿馬利亞所處的海拔為高於海平面2483米（即8147英呎），而該地所採用的時區為UTC-7，即北美山地时区（MST）。同時該地設有夏令時間，為UTC-7調快一小時，即UTC-6（MDT）。